# Konrad I. von Raitenbuch
Konrad I. Raitenbuch, auch Kuno und von Regensburg (* um 1070; † 19. Mai 1132 in Regensburg) war Abt des Klosters Siegburg und 20. Bischof von Regensburg von 1126 bis 1132. Er wird als Seliger verehrt.
Konrad I. stammte aus dem Regensburger Dienstmannengeschlecht der Raitenbucher. Der 1167 als Regensburger Bischof folgende Konrad II. war sein Neffe. In jungen Jahren verließ er seine Heimat, um im Kloster Brauweiler einzutreten. Er wurde vom Kölner Erzbischof Friedrich I. von Schwarzenburg 1105 wegen seiner Gelehrsamkeit und seiner monastischen Disziplin zum Abt des Klosters Siegburg berufen. Beide Geistliche verband eine Freundschaft. Unter Konrad I. versammelten sich im Kloster namhafte Gelehrte, darunter Rupert von Deutz und Norbert von Xanten und die Zahl der Mönche verdoppelte sich auf 120. Wie es zu seiner Berufung als Bischof seiner Heimatstadt kam, ist unbekannt, Konrad I. hat jedenfalls in der Reichspolitik unter Lothar III. keinen wesentlichen Einfluss ausgeübt. Auch in seiner Zeit als Regensburger Bischof sammelte er wichtige Geistliche um sich, z. B. Honorius Augustodunensis. Er förderte Klöster und führte dort auch Reformen durch, insbesondere in den Klöstern Mondsee und Weltenburg. Das Kloster Münchsmünster half er zu erneuern. Seine Überlegungen fanden auch Einfluss auf die Kaiserchronik.